# گورنو دراگلیشته
گورنو دراگلیشته (به بلغاری: Gorno Draglishte) روستایی در بلغارستان است که در شهرستان رازلوگ واقع شده‌است.